# 日出処の天子
『日出処の天子』（ひいづるところのてんし）は、山岸凉子による日本の漫画。1980年から1984年にかけて『LaLa』（白泉社）に連載された。1983年度、第7回講談社漫画賞少女部門を受賞。

## 概要
『LaLa』1980年4月号から1984年2月号、1984年4月号から6月号に連載された。単行本は花とゆめコミックスから全11巻、角川書店あすかコミックス・スペシャルから全8巻が、文庫版は白泉社文庫から全7巻が、メディアファクトリーより完全版コミックス全7巻が発行された。
厩戸王子（聖徳太子）と蘇我毛人（蘇我蝦夷）を中心に、主人公である厩戸王子が少年時代を経て、摂政になるまでを描く。聖と俗、男と女という矛盾を抱える厩戸王子の圧倒的な存在感に加え、厩戸王子を天才・超能力者・同性愛者として描く斬新さが特徴。厩戸王子には超能力を持っているとでもしなければ説明できないような逸話が『聖徳太子伝暦』などに残っており、これはこうした伝承・伝説を積極的に採用したものである。
1983年度、第7回講談社漫画賞少女部門を受賞。夏目房之介は「戦後マンガ史に残る傑作である」と評価。不安定に変化する厩戸王子の表情に注目して、その変貌を「手塚治虫以来日本のマンガに脈うつ男女変身譚および異人変身譚の最大の収穫のひとつだろう」と語っている。こういった表情は実に細かな描線で描かれており、薄い紙に模写したところで「1ミリの何分の1でも線が狂えば表情は変わってしまう」のだという。
1984年1月24日付けの『毎日新聞』全国版夕刊社会面に、「え、これが聖徳太子!?」「法隆寺カンカン」などの見出しで、本作品を法隆寺が遺憾に思っているという記事が掲載された。しかし、後に奈良支局の記者による捏造記事であることがわかり、同年2月4日付け紙面に謝罪文が掲載された（虚偽報道#1984年　「日出処の天子」事件 （毎日新聞））。
1984年、テレビ東京の『スーパーTV』で、1時間のテレビアニメを3月26日から5夜連続で放送する企画があったが、計画段階で中止となった。
2021年9月4日-10月24日、大阪市立美術館で行われた千四百年御聖忌記念特別展『聖徳太子-日出処の天子-』にて原画が出展された。
2023年1月31日発売の雑誌「昭和45年女・1970年女」の表紙及び特集記事「山岸凉子の金字塔『日出処の天子』は永遠の人生書」に掲載される。
2025年夏に、人間国宝・大槻文藏の監修、野村萬斎の演出・出演により「-能 狂言-『日出処の天子』」として舞台化されると発表された。

## あらすじ
本作は、飛鳥時代を背景に、政治的策謀をめぐらす厩戸皇子に毛人（馬子の長子として描かれている）をはじめとする蘇我家の人々や、崇峻天皇・推古天皇らが翻弄される形で話が進んでいく。
ある春の日、14歳の蘇我毛人は天女と見まごう美しい女童に偶然出会い、ほのかな恋心を抱く。それは実は10歳になる厩戸皇子であった。年若くとも非凡なる教養と才能、政治的手腕、威厳を持つ厩戸は並み居る臣下からも一目置かれる存在となる。しかし厩戸は自らが持つ不思議な力ゆえに、実母の穴穂部間人媛に恐れられ疎まれており、母から愛されない事に苦悩していた。同じく厩戸の不思議を感知した毛人は、時折垣間見る厩戸の孤独に心を痛める。尊敬と畏怖と好意を持って厩戸に接する毛人だが、厩戸にとって毛人は自分の持つ超能力を共有できる唯一の不可欠な存在であった。しかし毛人は無意識下でしか超能力を引き出せず、自分の能力を自覚していない。
厩戸の毛人への思いはやがて愛へと変わってゆき、毛人も自分が厩戸に惹かれていることを感じるが、やがて石上神社の巫女であった布都姫と出会い、恋に落ちてしまう。
厩戸は嫉妬に悩まされ、策謀を巡らして布都姫を殺害しようとするが、毛人に気づかれる。それまでの諸事に厩戸の策略があったことを悟った毛人は、厩戸に「二人が結べば万物を自由に動かす力が実現され、この世を意のままにできるから共に生きよう」と説得されるが、毛人は「二人が共に男として生まれたのは一緒になってはいけない運命だからだ」と答え、苦渋の内に厩戸から離れ、布都姫を選ぶ。
作品は厩戸が孤独の中に残される一方、政治的実権を握り、遣隋使を発案するところで終わる。

## 登場人物

### 池辺雙槻宮
厩戸王子（うまやどのおうじ）
本作の主人公。女性と見まごうほど美しい。頭脳明晰、冷静沈着。一部の人は彼を弥勒菩薩の変わりと思わせるほどに幼少の頃から超常的な力を持っており、それを他人に悟らせないように日頃ふるまいもするが、いくら隠しても母と毛人の2人だけは彼の特異性を感知してしまう。
『日本書紀』や『上宮聖徳法王帝説』などの史料に描かれた「聖徳太子」像とは全く異なる人物造形を施されている。これについて作者は、文庫版2巻に収録された氷室冴子との対談で、「聖徳太子にまつわるエピソードに子供の頃から違和感を持っており、ある時、居酒屋で矢代まさこを相手にそういう話をしていたら、梅原猛の『隠された十字架』を紹介され、翌日それを買ってきて読んで、その時に全てのイメージが出て来た」と語っている。
穴穂部間人媛（あなほべのはしひとひめ）
厩戸の母。他人には感じられない厩戸の超常的な力を感じ得る人物である。ゆえに我が子への愛情よりも恐怖心が勝ってしまい、怖れ意識的に避けている。
橘豊日大兄（たちばなのとよひのおおえ）
厩戸の父。良き家庭人であり物静かな人物。異母妹である穴穂部間人媛を妃としている。訳語田大王亡き後、橘豊日大王として即位するも瘡に侵され、在位2年足らずで崩御する。
来目王子（くめのおうじ）
厩戸のすぐ下の同母弟。両親に愛されて育ち、心優しく素直な性格である。等しく愛する母と兄の間に物心ついた時より流れる確執を感じ、折につけ心を悩ませている。
殖栗王子（えぐりのおうじ）・茨田王子（まぎたのおうじ）
厩戸の同母弟。
田目王子（ためのおうじ）
穴穂部間人媛の再婚相手であり厩戸の義父。穴穂部間人媛より8歳年下で橘豊日大兄皇子と蘇我石寸名の間に生まれた子であり、厩戸にとって異母兄である。父によく似た風貌を持つ。
佐富女王（さとみのひめみこ）
穴穂部間人媛と田目王子の第一皇女、厩戸の異父妹。

### 蘇我氏
蘇我毛人（そがのえみし）
本作のもう一人の主人公。大豪族・蘇我本宗家の後継者であるが、父・馬子ほどの政治的野心を持たない誠実で善良な人物として描かれる。
穴穂部間人媛と並んで厩戸の不思議な力を感知する人物。臣下の立場を超えて厩戸に惹かれ、間人媛との確執により孤独な厩戸の胸の内を慮って心を痛め、本気で心配するなど、対人関係に異常に神経質な厩戸が唯一、心底気を許せる存在である。
総領息子であるため、一族の繁栄のためにいずれは政略結婚することを本人も周囲もごく普通と受け止めてきたが、政敵として滅ぼした物部一族の象徴である石上齋宮・布都姫に、ある日偶然出逢った途端に一目で心を奪われ、以後想いを寄せる。
蘇我馬子（そがのうまこ）
毛人の父。朝廷で絶大な権力を握る有力豪族・蘇我氏の本宗家当主。姓（かばね）は大臣（おおおみ）。豊浦に居を構える朝廷随一の財力の持ち主で「嶋の大臣（しまのおおとど）」とも称される。
当初は幼い厩戸に対して、その年齢にそぐわない非凡さに苦手意識を持っていたが、成長するにつけますます際立つ天才の名に恥じぬ聡明さや政治的手腕、その博識具合、額田部女王を始め他の臣下からの評価や人気振りを高く買い、本妻との娘である刀自古郎女を嫁がせる。
刀自古郎女（とじこのいらつめ）
毛人の同母妹。非常に美しい容貌を持つ。物部との戦の際、強制的に帰されていた母の里・伊香郷で、複数の男に見せしめに凌辱された結果望まぬ子を宿し、雪の夜に自ら冷たい川に入り堕胎した挙句、数日間死の淵を彷徨うという凄惨な経験をする。そのため心身ともに深い傷を残し、楽しい幼少期を過ごした兄・毛人以外の男性を愛せなくなっていた。蘇我宗家の娘の常として泊瀬部大王の元へ入内する予定であったが、拒絶する余り入内前夜に入水を試みて未遂に終わり、急遽異母妹の河上娘を代わりに入内させることとなる。その後、布都姫の振りをして毛人を騙して契りを結び、毛人の息子を身ごもる。これを知った厩戸に取引を持ちかけられ、形式のみの厩戸の后となって山背大兄王を生む。後に形ばかりの夫である筈の厩戸に惹かれてゆくが…。
十市郎女（といちのいらつめ）
馬子の正妻であり毛人・刀自古郎女の母。物部出身で守屋の兄・物部大市御狩（みかり）を父に持ち、守屋の姪であるため、物部との戦の折には形式上の離縁をさせられ、刀自古郎女と実家である伊香郷に帰される。蘇我宗家の正妻として馬子を支え、母として絶えず兄妹に心を配り、中でも心に深い傷を持つ刀自古を終始心配している。
河上娘（かわかみのいらつこ）
毛人の異母妹。摩理勢の正妻と姉妹である母を持つ。正妻の娘である異母姉・刀自古に敵対心をむき出しにする。入水した刀自古に代わり泊瀬部大王の後宮に入内するが、泊瀬部大王暗殺騒動の際、その刺客である駒に捕らわれ命を落とす。
境部摩理勢（さかいべのおみまりせ）
馬子の弟、毛人の叔父。馬子と共に朝廷に使える身であるが、野心家で蘇我の次期当主の座を狙って画策する。
雄麻呂（おまろ）
摩理勢の息子。毛人、刀自古郎女とはいとこにあたる。利発で誠実な毛人と異なり横柄で粗野な性格。子供の頃より刀自古郎女に恋していた。
倉麻呂（くらまろ）
毛人の異母弟。穏やかな性質の好人物。

### 斑鳩宮
淡水（たんすい）
難波吉士氏の縁戚であり、日羅来日に伴い新羅より渡来する。花郎の一員と思われ、厩戸を弥勒仙花の生まれ変わりとしてこの上なく崇め、その厩戸を「人の子でも神人でもない」と誹謗した日羅を暗殺、一度は帰国したものの厩戸を忘れられず吉備海部羽嶋を頼って再来日を果たす。以降、迹見赤檮を名乗って彦人王子の舎人となるが、実質は厩戸の舎人である。弓の名手であり厩戸の片腕として主に諜報活動に非凡な能力を発揮するが、冷静、沈着、非情であり、厩戸のためには暗殺も厭わず遂行する。
調子麻呂（ちょうしまろ）
百済からの渡来人で聖明王の宰相だった人物を父に持つ。時代が変わり無位になったため、秦河勝を頼り来日する。当初は秦河勝を介して毛人にひき合わされ、蘇我氏の舎人となるが、毛人の機転により厩戸の舎人となる。淡水の異母弟であり、百済時代に関わりを持っていたようである。腕がたち淡水ほどではないが弓の名人である。淡水とは正反対の温和な人柄で周囲からの信頼も厚く、厩戸に献身的に仕える。
膳美郎女（かしわでのみのいらつめ）
厩戸の3人目の妻。本作では知的障害を持った10歳未満の幼女として描かれる。近隣の悪童たちから迫害されている。ある日偶然に厩戸がその場面に遭遇したことが2人の出会いであるが、一瞥した厩戸からは「痴れ者の乞食」と評された。以後、厩戸びいきの膳臣老人の養女という形式を踏んで厩戸の后となる。他の后2人と異なり、斑鳩宮で厩戸との同居を認められている。その容貌、特に両目は間人媛によく似ており、後に彼女に謁見した毛人は衝撃を受け、厩戸が無意識に母からの情愛を渇仰していることを知る。

### 幸玉宮
訳語田大王（おさだのおおきみ）
物語開始時点の大王。初登場時には既に健康がすぐれないと噂されており、登場から間もなく崩御する。
額田部女王（ぬかたべのひめみこ）
訳語田大王の大后であり厩戸の伯母にあたる。聡明で気が強く政治的手腕に長けた人物。その器量の大きさや長期間大后の座にいた経緯から、訳語田大王亡き後も相当の権力を手中に持つ。
実子である竹田王子をいずれは大王にと願うが若くして崩御したため、以降は非凡なる才をもつ厩戸王子を高く評価、大姫を嫁がせ、将来の大王の座につけるべく馬子と共に精力的に画策する。泊瀬部大王暗殺の後、厩戸の要請により大和朝廷最初の女帝として即位し、厩戸を大兄とする。
大姫（おおひめ）
訳語田大王と額田部女王の1番目の皇女。正式には菟道貝蛸皇女（うじのかいたこのおうじょ）。厩戸より2歳年上で、その最初の妃である。その血筋から並外れて高い自尊心を持ち、大后となるためのみの教育を受けて来たため、厩戸の后になることに当初は激しく傷つく。
大中姫（おおなかつひめ）
訳語田大王と額田部女王の2番目の皇女。正式には小墾田皇女（おはりだのおうじょ）。彦人皇子の元へ嫁ぐこととなる。
竹田王子（たけだのおうじ）
訳語田大王と額田部女王との第1王子。物部との戦いで受けた傷がもとで命を落とす。
尾張王子（おわりのおうじ）
訳語田大王と額田部女王との第2王子。

### 倉梯宮
泊瀬部大王（はつせべのおおきみ）
穴穂部間人媛および穴穂部王子の同母弟。穴穂部王子と異なり政治的手腕にも豪胆さにも欠け、小心かつ強欲で目先のことしか考えない享楽的で無能な人物として描かれる。
豊日大王の崩御による次期大王候補の選出に際しては、厩戸から「毒にも薬にもならぬ」、馬子からは「穴穂部王子と比べて小者」と評されるも、それゆえに傀儡とするに相応しいと判断され大王に擁立されるが、即位後は自分を「大王であるこのわし」と称して専横を振るう。権力に執着しながら政治は二の次で、糠手と共謀して厩戸の暗殺を計画するなど次第に横暴な面が目立つようになり、その傍若かつ無能ぶりにより馬子と敵対し遂には見放される。また、自分に従わない豪族を宮中の重要な儀式から排除したため味方を失い、最終的には厩戸と蘇我氏によって弑逆される。
大伴糠手（おおとものぬかて）
泊瀬部大王の相談役として、厩戸、蘇我氏にとって代わろうと日々策略を練る。姓（かばね）は連（むらじ）。
小手子（おてこ）
糠手の娘で泊瀬部大王の妃。大王が王子時代からの仲であり、大王との間に蜂子皇子と錦代皇女を儲ける。臣下の出身である身を顧みず大妃の座を所望するなどしたため、次第に大王から疎まれるようになる。
布都姫（ふつひめ）
物部御狩の末娘で石上神宮の斎宮であった美貌の姫。毛人の母・十市郎女とは異母姉妹で毛人の叔母にあたる。敗戦後、畝傍に蟄居している叔父・贄子を頼って訪ねる道中で毛人と出会う。最初は一族を滅ぼした憎き仇として見ていた毛人であったが、強い愛情と熱意にほだされ、いつしか愛情を芽生えさせる。身分の高い美女を后に迎えようと躍起になっていた泊瀬部大王の目に留まり、同時に2人の仲を割かんとする厩戸の策略が交錯し、無理矢理還俗させられ後宮入りとなる。さらには厩戸自身の手で暗殺されかかるが、毛人によって救われる。後に毛人の子（入鹿）を生む。
白髪女（しらかみめ）
布都姫が5歳の頃から仕えこよなく慈しむ白髪の老侍女。布都姫の身代わりとなって厩戸に刺殺される。

### 物部氏
物部守屋（もののべのもりや）
武力に優れ八十物部（やそもののべ）と称されるほど支族の多い物部氏の頭領で、代々朝廷の軍事を司る。姓（かばね）は大連（おおむらじ）。一族で古来より神道を奉じ大陸から渡来した仏教の流布を快く思っていない。このため仏を敬う蘇我氏とは敵対し、豊日大王崩御の後は次期大王候補の擁立で馬子と対立、己が候補とした穴穂部王子が急死した後は彦人王子を擁立すべく画策するが、次第に劣勢に追い込まれ遂には蘇我氏と一戦を交える（丁未の乱・ていびのらん）こととなる。決戦に際して自ら大木に登って自軍を指揮するが、そのさなか突如眼前に現れた厩戸の常人離れした様子に強い恐怖を抱き心臓発作を起こして樹上で急死。表向きは赤檮の放った強弓の矢に射抜かれたこととされた。
物部梯麻呂（もののべのはしまろ）
守屋の息子。蘇我氏との戦で討ち死にする。
物部贄子（もののべのにえこ）
守屋の弟。戦に敗れ一時は囚われの身となるが、その後は畝傍に蟄居の身となり細々と暮らす。
中臣勝海（なかとみのかつみ）
朝廷の神道を祀る氏であり物部氏の一派である。姓（かばね）は連（むらじ）。穴穂部王子亡き後、彦人王子を次期大王に擁立するため居所である水派宮を訪ねる。物部との関わりで蘇我の怒りを買うことを恐れた彦人王子の命により門前で警護にあたっていた毛人と羽嶋に来訪を制止されるが、強行突破しようと毛人を襲撃したため秘かに警護していた赤檮によって打ち取られる。

### 司馬氏
司馬達等（しばたつと）
司馬一族の頭領。渡来人であり非常に博識である。技術の高さを厩戸、毛人に認められ寺院建立の一切を任される。トリの祖父。
多須奈（たすな）
達等の子、トリの父。寺院建立の指揮にあたる。厩戸の依頼で八角堂、斑鳩宮の建立も請け負う。妹の善信尼が調子麻呂に思いを寄せるのを快く思っていない。
善信尼（ぜんしんに）
達等の娘。暴漢に襲われそうになっていたところを調子麻呂に助けられたことがきっかけで、出家した身ではあるが彼にほのかな想いを寄せる。出家前の名前は嶋。
トリ（とり）
達等の孫で厩戸の住む斑鳩宮への自由な出入りを許されている少年。厩戸より年若い子供である。工作の才能に優れ、その才により斑鳩宮建築に際して特殊なからくりを考案した。無邪気で腕白なムードメーカーであり厩戸が心を許す数少ないうちの一人。のちに ❝玉虫厨子❞ の製作で知られることとなる鞍作止利の少年期の姿である。

### 阿倍氏
阿倍毘賣（あべのひめ）
毛人が正妻とする姫。美貌ではないが野心家の兄と異なり心やさしい誠実な女性である。

#### 阿倍内麻呂（あべのうちまろ）
阿倍毘賣の兄。赤子の入鹿を手元に引き取り都合のいいように育てようと企むなど、野心に満ちた如才ない人物として描かれている。
なお、キャラクターのモデルとなった ❝阿倍内麻呂❞ は本作の発表当時は氏が阿倍で名が内麻呂と見られていたが、現在の研究では氏は阿倍内、名は麻呂（よって、読みは ❝あべのうちのまろ❞）と考えられている。

### その他
吉備海部羽嶋（きびのあまべのはじま）
豪族・吉備海部氏の頭領であり武人。百済へ派遣され百済王を説得して日羅を渡日させた人物。

#### 日羅（にちら）
百済の王に使える高僧にして官僚。敏達天皇の命を受けた羽嶋の要請により来日するが、女童に身を窶した厩戸と対面した際に「そこにいる童は人にあらず」と看破したため、厩戸の怒りを買い謀殺される。
遂行者は淡水であったがこのことは厩戸と毛人以外は知らず、百済との外交関係の悪化を恐れた朝廷により日羅の従者の仕業であることとされた。
東漢直駒（やまとのあやのあたいこま）
蘇我の配下である渡来人・東漢氏の男。東漢氏は土木建築の技術で朝廷に使え隆盛を極めたが、現在はより新しい技術を擁する司馬氏の台頭でその地位を奪われている。野心家の駒は没落した東漢氏の再興を目論むが、この野心を厩戸に付け込まれ泊瀬部大王暗殺の刺客として使われた。
かつて泊瀬部大王の命により行なわれた雨乞いの儀式で見た布都姫に執着し暗殺騒動に乗じて攫おうとしたが、人違いにより川上娘を略奪のうえ殺害した。これにより蘇我の兵に討伐される。
三輪君逆（みわのきみさかし）
訳語田大王の第一の寵臣で、その死後は額田部女王に忠義を尽くすも、訳語田大王の遺言を奉じ彦人王子の大王擁立を志す。
穴穂部王子が額田部女王に狼藉を働いた際に駆け付け阻止するが、この事を手柄として宮中で吹聴したため穴穂部王子の恨みを買い兵を差し向けられる。この際に殯の宮の額田部女王に保護を求めるが、彦人王子の擁立が竹田王子の障害となると考えた女王に見限られ、穴穂部・守屋の率いる兵に討たれる。
穴穂部王子（あなほべのおうじ）
穴穂部間人媛の同母弟。厩戸の叔父にあたるが、その非凡な能力を認めて決して子供扱いせず、常に同等として扱う。
蘇我の血筋であるが崇仏・廃仏いずれの思想も持たず、一方で蘇我氏の台頭を快く思っていないため神道を奉じる物部と結託する。これにより訳語田大王亡き後の大王候補とされた際には馬子に疎まれ、最終的には厩戸の策に陥り暗殺される。
彦人王子（ひこひとのおうじ）
訳語田大王と額田部女王より前の大后・広姫との間の第一王子。病弱で小心な人物として描かれ、守屋が自分を次期大王候補として立てようとしているのを知ると、馬子との敵対を恐れこれを断る。
宅部王子（やかべのおうじ）
穴穂部王子の友人。宣化天皇の流れを汲む血筋だが、既に後ろ盾となる臣下は無く日陰の存在となっている。しかし野心を持たない誠実な性格で判断力に優れ、大王候補となった穴穂部を「蘇我と争うのは大王の座に就いてから。そのためには一旦は蘇我と和解を。」と諭す。また、観察力・洞察力にも優れ穴穂部暗殺が厩戸の仕業と気づき朝参に際して宮の廊下で厩戸を襲撃したが、毛人に突き飛ばされ庭に転落、庭石で頭を強打して命を落とす。

## 馬屋古女王
『馬屋古女王』（うまやこのひめみこ）は、『日出処の天子』のスピンオフ作品となる短編漫画である。『LaLa』（白泉社）1984年11月号に読み切りとして発表されたが結末まで掲載されず、『月刊ASUKA』（角川書店）1985年8月号での再掲載及び9月号での未掲載分の発表により全編完結した。単行本は角川書店のあすかコミックス・スペシャルから全1巻が発行され、文庫版『日出処の天子』に併録された。舞台は『日出処の天子』から約20年経過しており、入鹿と山背が物語の中心となる。『日出処の天子』の主要人物は既に物故しているか生存していても会話の中でその名が言及されるのみで、その影姿らしきものが登場する厩戸王子（の霊？）以外直接的には一切登場しない。上宮王家と謳われた厩戸一族の滅亡の始まりを描く。

### あらすじ
厩戸王子と膳美郎女が突然亡くなったところから物語は始まる。刀自古と厩戸皇子の子、山背大兄王子は、両親の葬儀に出席させるため、実父の厩戸によって生まれてから15年間軟禁されていた末妹、馬屋古女王を解放する。馬屋古は厩戸の子供たちで唯一、父に酷似した美しい容姿の持ち主であった。しかし彼女が解放されてから、上宮王家に不穏な兆しが見え始める。

### 上宮王家
馬屋古女王（うまやこのひめみこ）
厩戸と膳美郎女の娘。厩戸そっくりの容貌を持ち、厩戸の超能力を受け継いでいる。先天的な障害者ということで人前には出されず、厩戸に軟禁されて成長した。
山背大兄王（やましろのおおえのおうじ）
厩戸と刀自古郎女の子とされる上宮王家の第一皇子だが、実は毛人と刀自古の子。父が毛人であることは当人も厩戸も知っていて、厩戸に特に愛されて育つ。政治家としても存在感を発揮している。
舂米女王（つきしねのひめみこ）
厩戸と膳美郎女の娘。厩戸の血を実際に引いているのは、膳美郎女の生んだ子たちだけとされ、彼女はこの夫婦の最初の子供である。彼らの子の多くは何らかの知的障害を持って生まれたが、舂米と長谷は例外的に厩戸の優れた能力の一端を継承した人物として描かれている。作中では山背の妻となっており、夫婦仲も睦まじかったが、馬屋古の出現を機にその夫婦仲にひびが入り始める。
長谷王（はつせのおうじ）
厩戸と膳美郎女の子。厩戸の弟の来目に似ている。舂米と同じく優れた人物として描かれているが、一方で気狂いであった母を忌み嫌っている。作中では同母妹である美しい馬屋古に恋をして苦しむ。
財王（たからのおうじ）
厩戸と刀自古郎女の子とされるが、実は刀自古が不義密通により儲けた子。財自身もこの事を承知し引け目を持ち、厩戸の血を引く（と財は思っている）山背に対して強い劣等感を抱いている。これにより、己の子孫に厩戸の血筋を得るため馬屋古を我がものとしようと企む。
難波王（なにわのおうじ）
山背と舂米の子の少年。殯宮の棺安置所で馬屋古と一緒にいるところを発見されてから挙動不審になり、衰弱する。

### 蘇我氏
蘇我入鹿（そがのいるか）
毛人の子で布都姫の忘れ形見。山背大兄とは幼少時から気心の知れた仲であるが、舂米を巡っての恋敵でもあった人物として描かれている。

### その他
佐富女王（さとみのひめみこ）
厩戸の異父妹。父は厩戸の異母兄である田目王子。優れた卜部（占い者）であり、容姿は母・間人媛によく似ている。厩戸に疎まれていた。厩戸逝去前後に恐（かしこみ）の卦という占い結果が出たことで入鹿に注意をうながす。15年前にも同じ卦を出していた。

## 舞台
2025年夏、「−能 狂言− 『日出処の天子』」として公演。演出・主演：野村萬斎。
- 2025年8月7日 - 8月10日、観世能楽堂GINZA SIX[10]
- 2025年12月1日 - 12月2日、観世能楽堂GINZA SIX[10]